# Sarcohyla bistincta
Espèce
Statut de conservation UICN

 LC  : Préoccupation mineure
Synonymes
- Hyla bistincta Cope, 1877
- Hyla bistincta labeculata Shannon, 1951
- Plectrohyla bistincta Faivovich, Haddad, Garcia, Frost, Campbell, and Wheeler, 2005

Sarcohyla bistincta est une espèce d'amphibiens de la famille des Hylidae.

## Répartition
Cette espèce est endémique du Mexique, elle se rencontre sur la Sierra Madre Occidentale et la cordillère néovolcanique dans les États de Durango, de Sinaloa, de Nayarit, de Jalisco, de Michoacán, de Guerrero, de Mexico, d'Oaxaca, d'Hidalgo et de Puebla,.

## Publication originale
- Cope, 1878 "1877" : Tenth contribution to the herpetology of tropical America. Proceedings of the American Philosophical Society, vol. 17, p. 85–98 (texte intégral).